# C Jam Blues
C Jam Blues est un standard de jazz composé en 1942 par Duke Ellington et joué par de nombreux autres musiciens, comme Dave Grusin, Django Reinhardt, Oscar Peterson ou Charles Mingus. Le titre anglais suggère pour la base du morceau un blues à 12 mesures utilisant le mode de do majeur.

## Description
Ce morceau est connu pour être très facile à jouer, la mélodie complète n'utilisant que deux notes : le sol et le do.
Il inclut aussi plusieurs solos improvisés. Le solo final continue dans le registre des aigus pendant que l'ensemble le rejoint et s'amplifie jusqu'au point culminant. La mélodie a probablement été écrite par Barney Bigard en 1941, mais son origine est incertaine.
Ce morceau est aussi connu sous le nom de Duke's Place, avec des paroles de Bill Katts, Bob Thiele et Ruth Roberts. Bob Wills, en tant que leader du groupe de Western Swing les Texas Playboys, l'a enregistré entre mi-1945 et 1947 dans le recueil appelé Tiffany Transcriptions.
Bill Doggett en a enregistré une version sur son album hommage de 1958 : Salute To Duke Ellington (King Records 533).